# Wizards of the Coast
Wizards of the Coast es una editorial estadounidense fundada en 1990 por Peter Adkison y dedicada a la creación y la publicación de toda clase de juegos, ya sean juegos de tablero, de rol o de cartas coleccionables. Es subsidiaria de la empresa juguetera Hasbro Inc., desde el año 1999 cuando fue adquirida por US$325. 
Su mayor aportación son los juegos Magic: el encuentro (1993) y las ediciones tercera (2000), cuarta (2008) y quinta (2014) de Dungeons & Dragons, juego creado en 1974 por otra editorial, TSR, Inc., que Wizards of the Coast compró en 1997. Entre otros juegos de cartas coleccionables Wizards of the Coast también es creadora de juegos sobre el mundo mágico de Harry Potter y sobre el universo de Star Wars. Su juego insignia sigue siendo Magic: el encuentro, el juego de cartas coleccionables más jugado del mundo[cita requerida].
A finales de 1999 la editorial de juegos de mesa Avalon Hill —adquirida por Hasbro en el verano de 1998— pasó a ser también una división de Wizards of the Coast.
La cuarta (4°) edición de Dungueons & Dragons está diseñada para ofrecer un juego más simplificado; mientras que el nuevo marco de reglas pretende reducir el tiempo de preparación necesario para ejecutar una nueva partida y hacer el juego más accesible para los nuevos jugadores.
El 6 de abril de 2009, Wizards of the Coast suspendió todas las ventas de sus productos relacionados con Dungeons & Dragons en formato PDF desde los portales web OneBookShelf.com, RPGNow.com y DriveThruRPG.com en consecuencia a una demanda presentada contra ocho (8) personas para evitar que se continuaran presentando infracciones de derechos de autor de sus libros.
La quinta (5°) edición de Dungeons & Dragons fue lanzada al mercado el 15 de julio de 2014, presentando un conjunto de personajes pre-generados, instrucciones para el juego básico y el módulo de aventuras Lost Mine of Phandelver. Esta edición será traducida al español por parte de Edge Entertainment la cual empezara a publicarla a partir de septiembre de 2018.
En el 2016 Chris Cocks fue anunciado como presidente de la compañía en reemplazo de Greg Leeds.